# ローカルタレント
ローカルタレントは、主に特定地域内において活動し、その地域内において有名となったタレント・芸能人のこと。地元タレント（じもとタレント）、地タレ（じタレ）ともいう。
ローカルタレントには、全国的に有名になった後、出身地（Uターン）またはその他首都圏以外の複数地域（Jターン、Iターン）においてのみ活動を行う人と、全国的な知名度無しに、最初から出身地もしくは移住した別の地域において活動を始め、その地域でのみ有名になった人（ノーターン型）などが挙げられる。また、地方の放送局でアナウンサー職だった者が勤務局を退職後にフリーアナウンサーを兼ねて転身するケースもある。

## 概要
バブル経済期に、当時の郵政省（現在の総務省）が、大都市圏を抱える都道府県とその他の県との情報格差の是正のために、全国で少なくとも民放テレビ4系列が視聴できることを目標とした「民放テレビ全国四波化」を推進した（地域によっては3局化または5局化）。また、同様の方針の下、全国に県域放送民放FM放送局の開設を推進した。他方、大都市圏内の情報寡占の是正や、地方の地域圏ごとの情報流通の活性化のため、コミュニティFMも多数開局され、重層的な情報流通が促進された（東京でも独立UHF局のTOKYO MXテレビが開局）。
このような情報流通の拡大は、放送の寡占が崩れて選択の自由度が上がった一方、同じ時間帯に多数の番組が存在することになり、局毎の平均視聴率の低下も見られた。特に、在京キー局の土日の昼から夕方の時間帯の番組や実験的な深夜番組は、地方では充分な視聴者実数を得られず、より高い視聴率が得られる2時間ドラマ、映画、在阪局の人気番組、ブロックネット番組、ローカル番組などに差し替えられた。
1990年代前半のバブルの余韻が残る時期は、バラドルに見られるような「アイドルの大衆化」の時代であったため、ローカル番組に出演する者は身近なタレントとして人気を博する場合もあり、「ローカルタレント」化した。この時期は、バブルの余韻で金余りな地元企業もあったため、中央のタレントが起用され、UJIターン型ローカルタレントが生まれた。また、番組制作予算が少ない深夜帯ローカル番組では、地元のタレント（ノーターン型）を起用した。
1990年代末から2000年代初頭にかけてのデフレ経済期には、地方経済も不景気に陥ってローカル番組の減少傾向が顕著になり、制作費も低下した。そのため、UJIターン型タレント（中央のタレント）は一気に減少し、出演料の低下に耐えたUJIターン型タレントと、ノーターン型地元タレントやローカルアイドル・インディーズバンドなどによる「地域密着型ローカルタレント」が出現することになった。
現在は、インターネットの発達によって情報発信が簡便になったため、三大都市圏（関東広域圏・近畿広域圏・中京広域圏）では大量の地下アイドルや地下タレントが生まれているが、「地域密着型ローカルタレント」は地域で実績を持つタレントとしてその上位に位置し、場合によっては全国放送で紹介、または活動する機会が増加し、地方圏からの情報発信の担い手ともなっている。全国のローカルアイドルが集結したユニット「ROLLING GIRLS」も2004年6月に結成された。また、ローカル番組のアイドル創出プロジェクトや、タウン情報誌のミス&ミスターコンテスト、地域限定ファッション誌の専属モデルオーディションなどを通じて新たなローカルタレントの生産も行われている。また、全国に多くの支部を持つプロダクションの場合、ローカルタレント、ローカルアイドルで活動させた後に関東で活動させ、全国的にデビューさせるケースも稀にある。
なお、UJIターン型タレントの1つの型として、プロ野球選手やJリーガーや一般会社員と結婚した女性タレントやアナウンサーが、夫の所属チームのフランチャイズや勤務地でローカルタレントとして活動するケースも見られる。例として、家森幸子、福元英恵、緒方かな子、林恵子、高橋基子らが挙げられる。
近畿や中京のローカルタレントが全国的に有名になることは比較的多いが、それ以外の地方からはなかなか現れなかった。しかし、2000年代からは地方で長らく活動するローカルタレントが全国区のタレントとなるケースも見られるようになった。例として、北海道では大泉洋などTEAM NACSのメンバー、福岡では博多華丸・大吉などが挙げられる。

## 広域放送・ブロックネット・県域放送
ローカルタレントの活躍の場は主に民放であるため、各民放局の放送圏域の広さ・人口・経済力とその知名度に相関関係がある。
それぞれの地方全体に放送をしている広域放送地域として上記の関東広域圏・近畿広域圏・中京広域圏があるが、関東広域圏はキー局として機能しているため、ローカルタレントの活躍の場は皆無に近い。そのため、ローカルタレントは近畿広域圏以下にいることになる。北海道は1つの地方で1つの県相当の法律が適用されているため、広域放送に準じた状態になっており、ローカルタレントが非常に多い。福岡（この場合、九州地方北東部を指しての福岡）の場合は、それぞれ県域免許ではあるが福岡県と佐賀県で一体的な放送圏域を形成しており、放送圏域の人口が多いため、ローカルタレントの活躍の場も多い。
ブロックネットが発達している地域に九州地方があるが（場合によっては近隣の山口県や沖縄県も含む）、福岡はこの点でも経済的地盤があるため、ローカルタレントの宝庫となっている。東北地方もブロックネットの番組が多いものの、大衆芸能の地盤が無いのでローカルタレントを起用することは少なく、中央のタレントを起用するか、局アナで間に合わせることが多い。
五大都市圏以外では、基本的に県域放送がローカルタレントの活動の場となるため、彼らの活動地域はそのまま県単位となる。しかし、県の枠を越えて経済圏（商圏）が広がっている仙台市の経済圏や、相互補完となっている岡山県・香川県（東瀬戸経済圏）や、鳥取県・島根県（山陰地方）では、隣接する県域放送局いくつかを股にかけて活動するローカルタレントも現れている。

## 全国のローカルタレント一覧

### 北海道
北海道は1つの地方で1つの県相当の法律が適用されているため、札幌が地方全体を独占する形になっており、マスコミも札幌市に集中し、ローカルタレントも札幌都市圏に集住している。広い北海道地方に対して効率の良い広告戦略が打てるため、ある程度制作費があるローカル番組やローカルCMも多く、札幌での芸能活動後に道外に進出する者を生んだが、1990年代までは、田中義剛やみのや雅彦のようにラジオパーソナリティでの道外進出が目立った。
一方、1990年代後半からは、質の高いローカルテレビ番組が番販の形で道外でも放送されており、『水曜どうでしょう』の大泉洋のように北海道以外でも知名度がある者も現れている。結果、道外での仕事をする者も増え、森崎博之・安田顕・戸次重幸・大泉洋・音尾琢真のように東京の全国ネット番組やドラマ出演、自身の所属する劇団TEAM NACSの全国公演やテレビ番組のDVDの全国発売で広く名を知られるようになった者、鈴井貴之のようにFMの東北6県ブロックネット番組のメインパーソナリティを務めた者、さらにはアニメの主題歌を歌う者や武道館でコンサートを開催した者までいる。
なお、地元で人気のローカルタレントが増加したことに加え、北海道経済の慢性的な不況により番組制作費が低下していることもあり、全国区のタレントが北海道ローカルのレギュラー番組を受け持つことは極めて稀であり、現在、レギュラー番組を持っているタレントもTEAM NACSのメンバー・タカアンドトシ・やまだひさし・里田まいなど地元出身のタレントが多く9代目林家正蔵、山本梓など、北海道のローカルCMに全国区のタレントが出演する機会が多いのとは対照的。また、全国区のタレントがMCとして出演する機会が多い中京広域圏、広島県、福岡県のローカル番組とも対照的である。
また、偽ルパンとして人気を博している立花課長（元浜中町、現池田町商工会所属）といった団体職員のタレントが存在しているのも特徴である。

#### CREATIVE OFFICE CUE所属
- 東李苑
- 伊藤亜由美
- 大下宗吾（引退）
- オクラホマ
  - 河野真也
  - 藤尾仁志
- 北川久仁子
- 小橋亜樹（小橋アキ）
- 鈴井貴之（北海道・東北・稀に全国）
- TEAM NACS（北海道・全国）
  - 森崎博之
  - 安田顕
  - 戸次重幸
  - 大泉洋
  - 音尾琢真
- NORD
  - 舟木健
  - 安保卓城
  - 島太星
  - 瀧原光

#### 吉本興業札幌支社所属
- 桂梅枝 (4代目)
- 桂三段
- モリマン
- 大林宜裕
- オジョー

#### ランタイム所属
- 長瀬実夕
- 西村朝香
- MARIA（舞衣子・愛華・あゆか・れいな・TATTSU・SACCHIN）

#### オフィスセブン所属
- かみむらしんや
- ふれさわひろみつ
- ラフ→チケット

#### アップフロントエージェンシー札幌支社所属
- 伊藤沙菜
- 大西暁子
- 辻田沙織
- 三好絵梨香

#### トリプルワン所属
- 阿野洋介
- アンジェラ佐藤
- 金子智也
- しろっぷ
- HAMBURGER BOYS

#### その他
- 相川聡
- 稲田博（イナダ）
- 上杉周大
- 江田由紀浩
- 及川夕依
- 大吉昭子
- グッチー
- 玄武
- KOTOKO（北海道・東京）
- 捧敏夫
- 札幌スーパーギャグメッセンジャーズ
- 佐藤のりゆき
- 三宮恵利子
- 島みやえい子（北海道・東京）
- ジャンボ秀克
- すずらん
- 立花課長（偽ルパン）

- スーパーナビゲッティーズ
- 高田文之（Mr.デーブマン（ミスターデーブマン））
- 武山あきよ
- 田村美香
- Tuck Hersey（北海道・宮城）
- DON（ドン川上）
- 中野智樹
- 長谷川宏和
- 畑中しんじろう
- BLuck
- 日高晤郎
- ヒロ福地
- 星澤幸子
- みのや雅彦
- YASU
- やすと横澤さん

### 東北地方
東北地方では、東京都以北で最大の売上高の企業である東北電力が、その営業エリアである「東北6県と新潟県」に放送する同社一社提供のブロックネット番組がかつていくつかあり、7県に向けた番組がある在新潟局も仙台に営業所を設けていた。しかし、2011年（平成23年）3月11日に東北地方太平洋沖地震（東日本大震災）が発生すると、7県向け番組は全て打ち切りになった。その後、「月刊 元気一番"生"テレビ」が不定期で一部復活した。7県向けでは、局アナと東京のタレントを起用する例が多かったが、一部には仙台のローカルタレントも出演していた。
ローカルタレントの活動範囲は基本的に県単位になっているが、九州地方と同様、県境を超えて複数県でレギュラー番組を持つ例もしばしば見られる。また、東北電力一社提供以外では東北6県（系列局が無い場合には5県）の枠組みでブロックネット番組が数々放送されており、この場合はローカルタレントの出演がしばしば見られる。とは言え、テレビ東京系列の放送局がない地方であるため、ローカル番組を制作するよりはテレビ東京制作や大阪・名古屋・札幌等のローカル局制作の番組を放送しており、ローカルタレントの活動の場は少ない。大衆芸能の文化が根付いていない地方であるため、芸能人と呼べるようなローカルタレントも少ない。また、局アナの地元率も低く、例えば2009年時点での宮城県内民放4局の局アナ56人の内、宮城県出身者は8人、うち仙台市出身5人で地元率は14%である。このような他地方出身者の局アナが辞めると東京に転出してしまうのが通例ではあるが、伴侶を得て定着し、局アナからローカルタレント化する例もあるが稀である。
最大の都市圏である仙台のローカルタレントには、県外出身者が少なからず存在する。また、仙台のローカルタレントが東北新幹線沿いの隣県でもレギュラー番組をもつ例が見られる。仙台にプロスポーツチームが相次いで創設され、スポーツ・文化イベントが仙台に集約してきているため、宮城県隣県に住んでいたローカルタレントが、イベントMC・レポーター・雑誌モデルなど副業の出来る仙台に移住する傾向がある。また、2004年に新規参入した東北楽天ゴールデンイーグルスが仙台を本拠地としてからは、所属選手と共に仙台に移住してきた芸能人の妻が、東北ブロックネット番組や宮城県ローカル番組に出演するようになった。ただし、絶対的にパイが少ないので、仙台から隣県に雑誌モデルやイベントMCなどの副業の派遣なども常時行われており、さらに、東京での副業に活路を見出す者もいる。2007年のM-1グランプリで優勝したお笑いコンビのサンドウィッチマンは元々は仙台ローカルのお笑いタレントであった。
仙台SOS、MOCプランニング、お笑い集団ティーライズに所属するタレントの出演が多い（仙台の主な芸能関係事務所参照）。
以下の一覧は、既に出演をしなくなった者も含む。括弧内は地盤とする県などである。

#### 東京などで活動後UJIターンしたタレント
UJターンタレント
- 伊奈かっぺい（青森・東北）
- 百香（青森）
- さとう宗幸（宮城・東京）
- 高橋佳代子（東京・東北）
- 相場詩織（静岡・秋田・岩手・宮城）

スポーツ選手の妻（Iターン）
- 茜ゆりか（石川直樹の妻）
- 家森幸子（関川浩一の妻）
- 田尾宏子（田尾安志の妻）
- 高山香織（川岸強の妻）
- 福元英恵（福盛和男の妻）
- 番ことみ（千葉進也の妻）
- 若林翔子（梅津智弘の妻）

以上は東北地方で芸能活動をしていた者であるが、夫の移籍や引退等に伴って転居し、現在は東北地方の番組に出演しなくなった者も含む。他地方で芸能活動の経験がありながら、東北地方でローカルタレントとしての活動をしなかった者は列記しなかった。例えば、澤穂希（ベガルタ仙台の職員の妻）、潮田玲子（増嶋竜也の妻）、MALIA.（佐藤優平の妻）、丸居沙矢香（中島裕希の妻）等は、ローカル番組でインタビュー出演はあれ、演者側にならなかった。

#### 仙台経済圏で活動するタレント
仙台の事務所に所属する者には、仙台在住者と東京在住者（主に夫の仕事の関係上）がいる。また、東京の事務所に所属し、仙台に居を構える者もいる。
- 青柳亜以子
- 安部香里（宮城・岩手）
- 安藤みのり（東京・宮城）
- 岩手佳代子
- 大坂ともお
- 荻原明香（AKiKA）（宮城・東北）
- 小山羊右（東北）
- 風間みなみ（宮城・福島）
- 片岡晴子（宮城・東京）
- 吉川団十郎
- きぬ（宮城・岩手）
- 河野珠実
- 後藤麻子
- 斉藤光子（宮城・岩手）
- 坂本サトル（東北・北海道）
- 櫻田彩子（宮城・東京・岩手）
- 佐々木真奈美
- 佐藤育美
- 佐藤智恵子
- さとう千日（宮城）
- 佐藤渚（宮城・東京）
- サトウミカ（宮城・福島）
- 新海史子
- 菅原美話

- 鈴木順子
- 柴山光由
- セカンドステージ（東北）
- 高野志津
- 高松知美（東京・宮城）
- 土井原菜央
- 永峯良
- 中村かおり
- ニードル
- 二瓶由美（宮城・福島・栃木）
- 野口あき子
- 橋本麗奈（東北）
- はすみ奈緒
- 早坂明子
- 平方恭子
- ポーキー（東京・宮城）
- 堀米智也
- 本間秋彦（東北）
- 松井実那子（宮城・岩手）
- 真野みづほ
- 柳生聡子
- 山田基行
- ロジャー大葉
- 六華亭遊花
- ワッキー貝山（宮城・福島・山形）

- 後藤心平（mrt宮崎放送・CROSS FM 元アナウンサー、現Date FMアナウンサー）

#### 活動地域が県単位のタレント
青森県
- RABパーソナリティ
  - 青山良平
  - 内山千早（うっちゃん）
  - オスカル
  - けんずろう
  - 鈴木伸夫
  - 成田洋明
  - 野坂真理
- 黒石八郎
- 瀬川さとし
- 横山ひでき
- りんご娘
- あどばるーん

岩手県
- 瓜田華菜子（岩手・宮城）
- ふじポン（岩手・宮城・青森）
- アンダーエイジ

秋田県
- あべ十全
- 阿部律子
- 石垣政和
- バリトン伊藤
- 宇奈月満
- シャバ駄馬男（秋田・青森）
- ZEN
- ブラボー中谷
- まるさん（秋田市議となって以降は、タレント業を停止。現在は秋田県議。本名の菅原博文で議員活動をしている）

山形県
- 荒井幸博
- ミッチーチェン

福島県
- 植木安里紗
- 大和田新
- なすび
- チェリブロ（福島・宮城・東北）
- ふくしまボンガーズ
- 母心

### 関東地方
関東広域圏内の独立局では、全国ネット番組に活躍の場がないタレント予備軍・アイドル予備軍がローカル番組に出演する事が多く、他の地方の地域密着型ローカルタレントとはやや異なる面がある。ただし、一部には他の地方同様に、自らの出身都県にある独立局とラジオ局限定で出演する地域密着型ローカルタレントとして活動する者もいる。
なお、茨城県は全国で唯一県域民放テレビ局がなく、ラジオ局や、いばキラTV（インターネットテレビ）に限定して出演するローカルタレントがいる。

#### 活動地域が県単位のタレント
茨城県
- 青木智也（通称・茨城王）
- 水田かおり
- ジェームス英樹
- 薄井しお里
- 磯山純

栃木県
- だいまじん（以前は埼玉でも活動）
- 嶋均三
- 菊池元男
- 本田恭子

群馬県
- 青柳美保
- 木村ユタカ
- ヤキマンデーさとし
- せきあっし
- 小せんちゃん
- 横塚沙弥加モデル （通称、ちゃんさや）『ぐんま一番』で活躍中。
- あかぎ団
- Menkoiガールズ

埼玉県
- さいたまんぞう
- 鈴木ケイザブロー
- 大野勢太郎
- あらい太朗

千葉県
- ジャガー ※2021年10月4日、地球を離れジャガー星に帰還したとしている
- 音羽美咲
- 有田恵子 ※旭市議となって以降はタレント業を停止

神奈川県
- 宮手健雄（通称・テミヤン）
- キン・シオタニ ※テレビ出演の殆どがテレビ神奈川（tvk）だが、本業のイラストレーターとしての活動拠点は東京都吉祥寺周辺

### 中部地方
名古屋は、東京と大阪の間に位置して両都市圏ともに近く、かつ、中京地区の好景気によって番組制作費も上昇しているため、全国区のタレントを呼びやすい状況にある。そのため、在名放送局（主にCBCテレビ、中京テレビ）は、準キー局として多くの全国番販枠があることから三大都市圏の1つとして全国に情報発信しているが、これらの番組においては全国区のタレント起用が多く、他地域の視聴者は、（たとえロケ地が中京広域圏内であっても）名古屋の番組だと気付かずに視聴している（加藤晴彦、おさるなどは名古屋へのUターン、Jターンである）。また、全国ネット番組は一部を除いて東京制作である。このためローカルタレントの活躍の場はラジオまたは中京圏ローカルの番組に限られているが、この場合も東京や大阪のタレントを起用することが多い。MCは全国区のタレントでローカルタレントの出番はリポーターや端役のみということも少なくない。中京圏が閉鎖的な経済圏を有することもあってか、近隣の地域に積極的に出向いて活動するタレントも少ない。故に他地域で知名度の高い者は少ない。最近では名古屋のローカル番組で実績を積んだ後、全国区に進出するタレントも多い（例：青木さやか、スピードワゴン、間宮優希、さくら）。
中京広域圏外にあたる静岡県は県域独自の放送圏を持っている（ただし、同県西部では中京広域圏、東部では関東広域圏のテレビ・ラジオの視聴・聴取が可能ではある）。各民放テレビ局が平日夕方や週末に自社制作の情報ワイド番組を放送していることなどから一定のタレント需要があるが、東京から近いこともあり全国区タレントの出張が目立つ。静岡県のみで活動するタレントとしては、局アナ時代に知名度を持った静岡の民放局出身者が目立つ。久保ひとみや高橋正純は局アナ出身ではなく、ラジオパーソナリティからテレビに進出しており、特に久保は地元CMに多数出演しているほか、全国区の番組にもたびたび出演している。また、名古屋の放送局で活動した後、静岡県のラジオ局でレギュラー番組を持った鉄崎幹人は、中京圏と静岡県共に知名度を持つ数少ないローカルタレントの一人である。近年では、竹内由恵・岡副麻希・伊藤さおり（北陽）など結婚で静岡県内に在住している女性タレントが静岡ローカルで番組に出演するケースも多い。
甲信越はテレビでは関東広域圏の影響が強く、山梨県ではケーブルテレビの再送信で東京キー局の番組を視聴している家庭が多い。モータリゼーションが発達しているため、ラジオの訴求力が強い。新潟県・長野県では、ある程度の人口を擁する地域圏が県内に多数分立しているため、地域情報は寡占情報媒体の県域テレビ放送よりも、小回りの利くFMやcFMの方が適しており、長野県ではCATVが地域情報メディアとしても普及している。以上のような理由から、地元の地上波テレビ放送のローカル番組で活躍するローカルタレントの需要が少ない。
北陸においては1990年代までは民放テレビの情報ワイド番組の出演者は局のアナウンサーに限られており、ローカルタレントの活動場所は民放ラジオなど僅かであった。そのため、北陸地方出身のタレントがUターンして活動するパターン（ 伊藤敏博（富山）、高原兄（富山）ら）か他に本業がある者ら（乙田修三 (石川)、月竜香（石川）、青山保（石川）ら）に限られていた。しかし、2010年前後、特に2015年の北陸新幹線延伸以降は複数局が二時間程度の情報ワイド番組を競って制作するようになり、多くの局では自社の人手不足もあり、ローカルタレントの需要が増した。一方でタレントの数が足りていないため、同じタレントが競合する同時間帯の情報ワイド番組やAMラジオの番組を曜日を替えながら掛け持ち出演しているケースも見られる。
他には両県出身タレント・作家などの文化人、専門家であるとか、木田優夫や武田勝のような地元のスポーツチーム関係者がテレビ・ラジオの情報ワイド番組にレギュラーとして出演することがある。木田や武田の場合は北海道日本ハムファイターズから石川の独立リーグチームに派遣されている、ということもあり、石川の民放局と北海道の民放局の共同制作番組が設けられるなど、地域を超えた交流が行われる機会が生まれている。

#### 中京広域圏で活動するタレント
- 相川真一
- AZUSA
- 天野鎮雄
- 伊藤秀志
- 井上小百合
- 岩田ちとせ
- 奥ゆり
- 加藤里奈
- 鎌田吉三郎（劇団CBC唯一の最終メンバー）
- 河原龍夫
- 川道良明
- きくち教児
- クリス・グレン
- 黒岩唯一
- ケン・マスイ
- 小島一宏
- 坂口美奈子
- ジェイムス・ヘイブンス
- 神野三枝
- 鈴原あいみ
- タクマ
- 多田木亮佑
- タックイン

- つボイノリオ
- 鉄崎幹人
- 戸井康成
- 橋本美穂
- 長谷川満
- 早川敦子
- 原田さとみ
- 平野裕加里
- 平松伴康
- 平松圭子
- 福田知鶴
- MARCO
- みのしまあい
- 宮地佑紀生
- 宮野久美子
- 宮本忠博
- 桃井沙央理
- 矢野きよ実
- 藪下貴子
- 山浦ひさし
- 山田昌

#### 活動範囲が県単位のタレント
新潟県
- いっすねー!山脇
- 今井美穂
- さとちん
- スーパー・ササダンゴ・マシン（全国的な活動と並行）
- 清野幹
- 関田将人
- 高橋なんぐ
- 堀敏彦（浅井企画時代に全国的に活動→テレビ新潟アナウンサーを→定年退職後フリーアナウンサーと並行してタレント活動）
- 森下英矢
- ヤン

長野県
- 武田徹
- 堀六平
- 松山三四六

富山県
- 池端忍
- 伊藤敏博
- 高原兄
- タナベマサキ
- 長江もみ
- 豊田麻衣

石川県
- 乙田修三
- 加藤裕
- けんいちろう
- 越村江莉
- 島津悦子
- 太平まさひこ
- 月竜香
- 新田さちか
- ハンディやしき
- 平山貴人
- ぶんぶんボウル
- 保科有里
- 三輪一雄
- 宮崎由加

福井県
- さかいちよみ。
- 二木あつ子
- 横田はるな

富山・石川両県
- クマムシ
- 牧内直哉

北陸3県
- 鼻毛の森
- ほくりくアイドル部

静岡県
- 久保ひとみ
- 高橋正純
- かにぱんお姉さん
- 國本良博
- 鬼頭里枝
- 三遊亭鳳楽
- 内山絵里加
- 小沼みのり
- 長谷川玲子
- 山田門努
- 樹根
- ダムダムおじさん

東海3県
- 矢神久美（愛知）
- やながせゆっこ（岐阜）
- 大西敬子 (三重)

### 近畿地方
大阪のローカルタレントには、関西経済圏の経済力や吉本興業・松竹芸能などが長年育んできた芸能文化を背景に、東京のタレントよりも成功を収めている者や、東京発の全国ネット番組への出演頻度が高い者も多く、ローカルタレントの範疇に入れないことも多い。中京広域圏や中国地方のローカル番組に出演する者も多く、ブロックネットが中国地方・四国地方や、北陸地方の一部に及び、また、番販形式で関東のキー局やJAIST加盟局を含めた全国の殆どの民放に番組供給がされているため、ローカルタレントであっても知名度が全国区である者もいる。なお、関西共通語（近畿方言）を「標準語」として使用している関西ローカル番組が多いため、他地域で放送される場合、視聴者が大阪の番組であることを認識しているのが特徴的。

#### 吉本興業所属
- 銀シャリ
- 石田靖
- 池乃めだか
- 内場勝則
- オール阪神・巨人
- 桂きん枝
- 桂小枝
- ザ・プラン9
- シャンプーハット
- 笑福亭仁鶴
- 末成由美
- 月亭八光

- 月亭八方
- 辻本茂雄
- トミーズ
- 中田カウス・ボタン
- 長原成樹
- なるみ
- NON STYLE
- ハイヒール
- 間寛平
- パンチみつお
- 未知やすえ
- メッセンジャー
- 矢野・兵動
- 山田花子
- 吉田ヒロ
- ロザン
- 笑い飯

- ミサイルマン
- ダイアン
- すっちー
- たむらけんじ
- テンダラー

#### 松竹芸能所属
- 海原はるか・かなた
- オーケイ
- オジンオズボーン
- 北野誠
- 酒井くにお・とおる
- 笑福亭銀瓶
- 代走みつくに
- タケウチパンダ
- はな寛太・いま寛大
- MARI（旧：いざわまり）
- 森脇健児
- 横山たかし・ひろし

#### 米朝事務所所属
- 桂ざこば
- 桂雀々
- 桂南光
- 桂南天
- 桂米朝
- 桂米團治

#### アナウンサー・ラジオパーソナリティ・ディスクジョッキー
- 秋吉英美
- 浅野亜希子
- 阿部宏美
- 井上智栄子
- 和泉夏子
- 梅田淳
- 大塚由美
- 尾上由美
- 小川恵理子
- 片山淳子
- 川田恵子
- 川原ちかよ
- 川村龍一
- 桑原征平
- 小山乃里子
- 近藤光史
- 阪口佳澄
- 桜井ういよ
- 桜井一枝
- サニー・フランシス
- ジェフ・バーグランド
- 柴田幸子
- 珠久美穂子

- 庄司悟
- 高野あさお
- 谷口キヨコ
- 對馬京子
- 中井雅之
- 中嶋慶子
- 永田まり
- 野村啓司
- 羽川英樹
- 浜平恭子
- 浜村淳
- 林智美
- ヒロ寺平
- ヒロノツトム
- 藤沢俊一郎
- マーキー
- 南かおり
- 南山千恵美
- 安井牧子
- 山本浩之
- U.K.
- 若宮テイ子
- 渡辺たかね

#### 歌手・俳優
- 赤井英和
- 大西ユカリ
- 川井聖子
- キダ・タロー
- さんじゅうしち☆はち
  - 佐々木清次
- 妹尾和夫
- 原田伸郎
- ばんばひろふみ
- 堀ちえみ
- 牧野エミ
- 円広志
- 三倉茉奈
- 三倉佳奈
- みぶ真也
- 村上三奈
- 森川美穂
- 六車奈々

#### その他
- 上沼恵美子
- 河島あみる
- 川本勇
- 熊谷奈美
- 斉藤雪乃
- 桜みずほ
- 猿渡ゆか
- 三瓶京子
- 塩崎綾
- 清水理恵子

- JAM
- J.A.T.D.にしゃんた
- スパイシー八木
- タージン
- 滝下信夫
- 田中良子
- 南波糸江
- 林繁和
- 牧野晴歌

ほか多数。

#### 活動範囲が県単位のタレント
- 西條遊児（兵庫）
- ターザン山下（兵庫）
- ウインズ（和歌山）

### 中国地方・四国地方
一般的に中国・四国はひと括りにされることが多いが、テレビは岡山県と香川県、鳥取県と島根県がそれぞれ1つの県域放送単位となっていたり、香川県東部や徳島県沿岸部で近畿広域圏、山口県内に至っては東部は広島県の放送局、西部は福岡県の放送が視聴できるなどエリアの線引きがあいまいになることが多い。岡山県・香川県はテレビ東京系列のテレビせとうちがあり、5大都市圏以外で唯一民放テレビ5波体制となっている。
また、ブロックネットにおいては関西地域に含まれることが多く、ローカル番組ごとにネットエリアが異なり、地方全体に求心力が及ぶ都市（プライメイトシティ）が存在しないために情報が分散して、地方の枠組みがそのまま文化圏・経済圏になっていない。このような地方特性のため、ローカルタレントは県単位ではなく、放送単位ごとに知名度がある。
ただし、京阪神圏と福岡経済圏に挟まれて影響を受け易い状況になっているため、ローカルタレント化するよりも東京・大阪・福岡などに進出する傾向が見られる（例：おだしずえ、友近、御秒奈々、岡本啓）。
一方で東京・大阪などで活動後にUターンしてローカルタレントとしての活動が中心となる例（緒方かな子・おだしずえ・さいねい龍二・城みちるなど）や、スポーツ選手との結婚でIターン後、在京の芸能事務所に所属した上で、出張する形での全国的活動を相当数継続しつつ、県域番組やブロックネット番組などでローカルタレントとしても活動する例（桝田絵理奈など）もある。
七大都市圏の1つである広島においては、地方内他県からの流入が少なく、ローカルタレントのほとんどが広島県出身者で占められており、仙台のローカルタレントの状況と対照的である。

#### 東瀬戸経済圏で活動するタレント
特記のないものは岡山・香川両県のみで活動。
- シャーリー半田
- ダイナマイト・イシムラ
- 田尾和俊
- Bachicco!（ばちっ娘）（岡山・香川・愛媛）
- 本多春奈

#### 広島経済圏で活動するタレント
- 浅田真由
- 一文字弥太郎
- 井上恵津子
- 江本一真
- 大窪シゲキ
- 大松しんじ
- 緒方かな子
- 岡田大輔
- 柿辰丸
- 兼永みのり
- 木村ミチタ
- 国光かよこ
- 小竹彩花

- このみ
- さいねい龍二
- 佐々木リョウ
- シャオヘイ
- 城みちる
- 靜村かずえ
- 末武太
- 住谷綾香
- 住本明日香
- 土手香那子
- Dressing
- 中島尚樹
- 西田篤史

- にしべみか
- 東園恵
- HIPPY
- 深海哲哉
- 渕上里奈
- 藤岡なお
- 藤田弘之
- 藤原あずさ
- 松本裕見子
- 森本ケンタ
- 八木静佳
- 八谷しおり

#### 吉本興業広島事務所所属のタレント
- あかぼし☆こぼし（解散）
- フリータイム（解散）
- まつはましん
- フロントライン
- ボールボーイ（解散）
- 佐竹佑一
- やまか
- ランス39号　広島から東京に拠点を移し活動
- 藩飛礼
- メンバー

#### 山陰地域で活動するタレント
- 植田英樹
- 小片悦子
- すやまとしお
- 中岡みずえ
- べるを
- 安来のおじ
- MASAKO
- 藤井美音 - ラッテフレンズ→Chelip
- 荒木まどか
- 原奈津美
- 林由佳

#### 活動範囲が県単位のタレント
- ずばり!タコ介（徳島）
- 福富弥生（徳島）
- 大谷泰彦（山口・以前は広島でも活動）
- 沖永優子（山口）
- スペース佐藤（山口）
- 大畠寛美（山口）
- マニィ大橋（大橋広宣）（山口）
- 小林真三（愛媛）
- 林浩彦（愛媛）
- やのひろみ（愛媛）
- らくさぶろう（愛媛）
- 杉作J太郎(愛媛)
- 相田翔吾(岡山)

### 九州・沖縄地方
この地域においては、福岡市の放送局を中心としたブロックネット（特に九州朝日放送を中心とするANN九州ブロック）が盛んであるため、それらの番組に出演するタレントは九州全域で知名度がある場合が大半である。
情報集散地となっている福岡都市圏には、地元出身やJターン型のローカルタレントの他に、東京から移り住んで活動するタレントも数多く、吉本興業福岡支社やワタナベエンターテインメント九州事業本部も存在し、アーティストも含めて集住傾向がみられる 。
従来、この地域での活動後に全国区になるのはミュージシャンが多かったが、ローカルタレントの分野でも全国区へ進出する者が出始めている（例：山崎銀之丞、博多華丸・大吉、スザンヌ、橋本環奈など）。
熊本県がホームエリアのローカルタレントには、有名なばってん荒川以来古くから並行して福岡でも積極的に芸能活動し、毎週レギュラー出演して知名度や人気で在福タレントに肉薄している者もいる。
沖縄県は古くから独自の芸能文化が育まれ、その後沖縄アクターズスクールなど独自のタレント養成ルートが開発されたことから地域内でローカルタレントを多く活用する例が見られる。
なお、鹿児島県の事情は非常に独特で、その殆どが特定の放送局と専属契約したローカルタレントであり（⇒MBCタレント・KTSタレント）、ごく一部の例外を除き他局や県外への乗り入れ出演(⇒これはローカルCMも含む）をしない。また中央や関西を含め他県のタレントがローカル番組にレギュラー出演することも稀有なことである。

#### ブロックネット番組出演タレント（出演経験者含む）
- あべやすみ
- 上野敏子
- 岡本啓
- 梶川善寛
- 川上政行(元アナウンサー)
- 斉藤ふみ
- 高橋徹郎
- 徳永玲子
- 中島浩二
- 早川伸吾
- 深町健二郎
- 萬田美子
- 村仲皆美
- 安田栗之助
- 山本カヨ
- 吉川貴司

#### 県境を越えて活動するタレント
- 今井雄太郎（福岡・佐賀）
- EIJI（福岡・大分・熊本・鹿児島）
- 岡部はち郎（福岡・大分）
- 木村ヤスエ（福岡・佐賀）
- コガ☆アキ（福岡・佐賀）
- こかどひろこ（福岡・佐賀・熊本・広島）
- 嶋田和孝（福岡・佐賀）
- 立山律子（福岡・熊本）
- 永松ケンシ（福岡・熊本・広島）
- MASAKI（福岡・熊本）
- 八木徹（福岡・佐賀）
- おのくみこ（佐賀・熊本）
- 田代奈々（佐賀・福岡）
- ヒーマン（佐賀・福岡・長崎）

- 村上隆二（佐賀・熊本）
- YUYA（佐賀・福岡・長崎）
- 相越久枝（熊本・佐賀・鹿児島）
- イタガキ（熊本・宮崎）
- 英太郎（熊本・福岡）
- 江越哲也（熊本・佐賀・関西）
- 嶋本えみ（熊本・福岡）
- 村上めぐみ（熊本・福岡）
- 藤本一精（熊本・福岡）
- 中華首藤（熊本・大分）
- 大野タカシ（大分・福岡）
- 浜崎奈津子（宮崎・福岡・鹿児島・東京）
- 早川伸吾 （宮崎・東京）
- DJ POCKY（JOY FM元アナウンサー、宮崎・鹿児島・福岡・東京）
- 川満聡（沖縄・福岡・佐賀）

#### 吉本興業福岡支社所属
- ケン坊田中
- 寿一実
- コンバット満
- 高田課長
- どんぴしゃ
- パタパタママ（関サバ夫アジ平）
- プー&ムー

#### ワタナベエンターテインメント九州事業本部所属
- パラシュート部隊
- ゴリけん
- BLUE RIVER
- 香月亜耶乃

#### 東京・大阪で活動後UJIターンしたタレント
福岡へ
- 尾形大作
- 川上泰生
- 北野順一
- 杉山39
- 角田華子
- 林恵子
- 福田健次
- 吉野あや（吉野綾）
- 城島健司（現在、プロ野球・福岡ソフトバンクホークス球団会長付特別アドバイザー）
- おすぎ
- 杉田かおる
- 中澤裕子
- 真璃子
- 別府あゆみ

佐賀へ
- 木原慶吾
- 渕上史貴

熊本へ
- 井手らっきょ
- 安井政史

大分へ
- 本田理沙
- 中島知子

宮崎へ
- 大森うたえもん
- 児玉美代
- 酒井瞳

#### 活動範囲が県単位のタレント
福岡県
- 井手迫弘美
- 今村敦子
- 内堀富美
- 内村麻美
- F.King Toggy
- 大田こぞう
- 大庭宗一
- 鬼橋美智子
- 梶原麻莉子
- 栗田善太郎
- 栗田善成
- 児玉育則
- さとうともやす
- 田尻敏明
- ダニー馬場
- トコ
- 仲谷一志

- 中村美由紀
- 中村基樹
- 西田たかのり
- 信川竜太（以前は北海道のノースウェーブにも登場していた）
- 林さやか（林沙弥香）
- 原田愛子
- 福地高子
- 福本清子
- BUTCH
- 古田厚子
- マーフィ・ロバート
- 山本真理子
- ゆっきー
- 米岡誠一
- ルーシー
- サラ忍マン
- 赤塚亮太朗

佐賀県
- 江口美智子
- Pinky Sky
- 松本由紀
- よしのがり牟田
- 湯けむり忍者隊 葉隠一族

長崎県
- いつか

大分県
- きどゆういち
- 首藤健二郎（現在、大分県竹田市議会議員）
- つだつよし
- カボスひろし
- 弓山佳子（ゆみネエ）

熊本県
- 上田啓介（くりぃむしちゅー・上田晋也の実兄）
- うんばば中尾（中尾たかとし）
- 大田黒浩一
- 緒方由美
- 長船なお美
- かなぶんや
- かめきち
- 黒木よしひろ
- 小松士郎
- 高村公平
- miena
- マーガリン（スザンヌの実妹）
- 松村奈央
- MEG
- 山内要

宮崎県
- s@ko
- 重信優
- Mr.バニー
- 濱田詩朗

鹿児島県
- MBCタレント
  - 猪俣睦彦
  - スマイリー園田
  - 野口たくお
  - よし俣とよしげ（作曲家吉俣良の実弟）
  - 早稲田裕美子
- KTSタレント
  - タマリ
- その他
  - 武田みどり
  - じゃっどん小野ちゃん
  - ちゃんサネ

沖縄県
- アイロウ（東風平愛郎）
- いさお名ゴ支部
- こきざみインディアン
- Kジャージ
- しんとすけ
- じゅん選手
- スズカーサーキット
- 赤瓦ちょ～びん
- じゅぴのり
- いらみなぜんこ
- すぱるたいんづ
- 城間祐司
- 玉城美香
- ナオキ屋
- ハイビスカスパーティー
- 北山亭メンソーレ
- 前仲美由紀
- 山原麗華
- モコ
- わさび
- ゆうりきや〜
- 盛和子
- 吉田安敬
- 新城愛理
- タカ（渡久地政賢）
- 高良茂
- 津波信一
- ひーぷー
- リップサービス